# Флеминг, Джесси
Джесси Александра Флеминг (англ. Jessie Alexandra Fleming; род. 11 марта 1998, Лондон, Онтарио) — канадская футболистка, полузащитник. Победительница (2020) и бронзовый призёр (2016) Олимпийских игр, серебряный призёр чемпионата КОНКАКАФ (2018) в составе сборной Канады, многократная чемпионка Женской суперлиги Футбольной ассоциации и обладательница Кубка Англии в составе клуба «Челси». Футболистка года в Канаде (2021).

## Детство
Родилась в 1998 году в Лондоне (Онтарио). Начала играть в футбол в три года, в детстве также увлекалась хоккеем и лёгкой атлетикой. Училась в средней школе Центрального Лондона и средней школе им. Г. Б. Била; в последние годы учёбы выиграла чемпионаты Федерации школьных легкоатлетических ассоциаций Онтарио на дистанциях 1500 и 3000 м (2013) и 3000 м (2014).

## Университетская и клубная карьера
Поступив в 2016 году в Калифорнийский университет в Лос-Анджелесе, Флеминг отыграла в его женской футбольной команде все четыре года учёбы. В свой дебютный год она забила 11 голов и сделала 5 результативных передач за 19 матчей, показав лучший результат в команде по забитым мячам и по системе «гол плюс пас» (27 очков). Футбольный сайт Top Drawer признал канадку первокурсницей года в NCAA, по итогам сезона она была включена в символическую сборную первокурсниц NCAA и первую символическую сборную конференции Pac-12.
В 2017 году, во второй сезон в Калифорнийском университете, Флеминг дошла с «УКЛА Брюинз» до финала чемпионата NCAA, забив гол в финальной игре (которую её команда проиграла со счётом 2:3) и попав в символическую сборную плей-офф чемпионата. Снова была включена в первую символическую сборную конференции, а также в первые символические сборные Западного региона и всей NCAA, была кандидатом на Херманн Трофи (приз лучшей футболистке года в NCAA) и Приз Хонды — награду лучшей спортсменке-студентке года.
В 2018 году сыграла за команду университета только 11 игр из-за занятости в составе сборной Канады, но при этом успела забить 5 голов (из них 3 победные) и сделать столько же результативных передач. Снова была включена в символическую сборную конференции по итогам этого сезона и в четвёртый раз подряд добилась этого результата в свой последний год в университете, в сезоне 2019 года. Флеминг стала третьей учащейся Калифорнийского университета, включавшейся в первую сборную конференции все четыре года учёбы. В 2019 году также вторично включена в первую символическую сборную NCAA и претендовала на Херманн Трофи и Приз Хонды.
В общей сложности за 4 года в Калифорнийском университете провела 75 игр за его команду, забив 25 голов и сделав 22 результативных передачи. Окончила университет со степенью по материаловедению и энвиронике.
По окончании учёбы подписала трёхлетний контракт с английским женским футбольным клубом «Челси». Уже в первый свой сезон с новой командой, 2020/2021, стала с ней чемпионкой Женской суперлиги Футбольной ассоциации и Кубок Англии. Флеминг также дошла с «Челси» до финала Лиги чемпионов УЕФА, где английская команда проиграла «Барселоне». Выигрывала с «Челси» чемпионат лиги и Кубок Англии и в следующие два года.
В общей сложности провела за «Челси» 111 матчей во всех соревнованиях и забила 12 мячей. В январе 2024 года, по ходу своего четвёртого сезона с «Челси», Флеминг была продана в клуб американской Национальной женской футбольной лиги (NWSL) «Портленд Торнс». Стоимость трансфера составила 250 тысяч фунтов стерлингов.

## Выступления за сборную
В 2012 году, в возрасте 14 лет, была включена в национальную программу подготовки футболистов. На следующий год со сборной девушек Канады (до 17 лет) завоевала серебряные медали на молодёжном первенстве КОНКАКАФ. По итогам турнира была награждена «Золотым мячом» как самый ценный игрок чемпионата. В 15 лет впервые вышла на поле в составе взрослой сборной Канады, став самым молодым её игроком за единственным исключением за всю историю выступлений.
За 2014 год дважды представляла Канаду в чемпионатах мира среди девушек — в возрастной категории до 17 лет в Коста-Рике и в возрастной категории до 20 лет в Канаде. Игра Флеминг на чемпионате мира в Коста-Рике была отмечена Технической исследовательской группой чемпионата, подчеркнувшей высокую техничность и мобильность, хорошие удары издали и способности плеймейкера. Техническая исследовательская группа чемпионата мира в возрасте до 20 лет отметила, помимо этого, лидерские качества Флеминг и умение принимать решения.
В 2015 году стала со сборной Канады финалисткой Кубка Кипра. В том же году Флеминг провела две игры в составе сборной в рамках чемпионата мира, проходившего в Канаде, а затем сыграла от начала и до конца во всех матчах национальной команды на Панамериканских играх, также проходивших у неё на родине. По итогам турнира заняла со сборной Канады четвёртое место.
В 2016 году забила один гол в отборочном турнире КОНКАКАФ к Олимпийским играм и помогла команде обеспечить участие в финальном турнире. После этого выиграла со сборной Каналы Кубок Алгарве. На Олимпийском турнире в Рио-де-Жанейро выходила в стартовом составе во всех шести матчах сборной, отыграв до конца четыре из них, включая победную игру за бронзовые медали против хозяек соревнований. Техническая исследовательская группа турнира отметила трудолюбие Флеминг, разнообразие её техники и умение играть в пас. На следующий год капитан сборной Канады Кристин Синклер заявила, что у Флеминг неограниченный потенциал роста и в ближайшие годы та может стать лучшей футболисткой в мире.
В 2018 году Флеминг была одним из лидеров канадской команды на чемпионате КОНКАКАФ, где её сборная заняла второе место и отобралась на чемпионат мира 2019 года во Франции. По итогам отборочного турнира канадка была включена в символическую сборную КОНКАКАФ. На чемпионате мира она провела от начала до конца все четыре матча сборной Канады. В игре против сборной Новой Зеландии Флеминг забила свой первый гол в рамках финальных турниров чемпионата мира и была признана самым ценным игроком матча, который канадская команда выиграла со счётом 2:0.
В начале 2020 года Флеминг помогла команде успешно пройти отборочный турнир КОНКАКАФ к Олимпийским играм в Токио. Сами игры были отложены на год из-за пандемии COVID-19, однако по ходу турнира Флеминг несколько раз отличилась с 11-метровой отметки, сыграв важную роль в успехе сборной. Первый такой гол она забила в серии послематчевых пенальти в четвертьфинальной игре против Бразилии, а второй — в полуфинальном матче с командой США, где поразила ворота в основное время, установив окончательный счёт игры — 1:0 в пользу Канады. В финале против сборной Швеции Флеминг забила два пенальти: вначале по ходу игры, основное и дополнительное время которой окончилось со счётом 1:1, а затем в послематчевой серии. Канадки победили в этой серии, завоевав звание олимпийских чемпионок. По итогам сезона она была впервые признана футболисткой года в Канаде.
В 2022 году вторично стала со сборной Канады вице-чемпионкой КОНКАКАФ. В феврале 2024 года, после того как многолетний лидер сборной Канады Кристин Синклер завершила международную карьеру, Флеминг стала новым капитаном национальной сборной.

## Награды и звания
В команде
- Олимпийская чемпионка 2020 года со сборной Канады
- Бронзовый призёр Олимпийских игр 2016 года со сборной Канады
- Серебряный призёр чемпионата КОНКАКАФ (2018, 2022) со сборной Канады
- Серебряный призёр чемпионата КОНКАКАФ среди девушек (до 17 лет) со сборной Канады
- Чемпионка Женской суперлиги Футбольной ассоциации (2020/2021, 2021/2022, 2022/2023) с клубом «Челси»
- Обладательница Кубка Англии (2020/2021, 2021/2022, 2022/2023) с клубом «Челси»
- Финалистка чемпионата NCAA (2017) c командой Калифорнийского университета в Лос-Анджелесе
- Финалистка Лиги чемпионов УЕФА с клубом «Челси».

Индивидуальные
- Футболистка года в Канаде (2021)
- Футболистка года в Канаде в возрастной категории до 17 лет (2014)[6]
- Трёхкратная футболистка года в Канаде в возрастной категории до 20 лет (2015—2017)[6]
- Золотой мяч чемпионата КОНКАКАФ среди девушек (до 17 лет) (2013)
- Самый ценный игрок плей-офф чемпионата NCAA (2017).